# Brosjöbadet

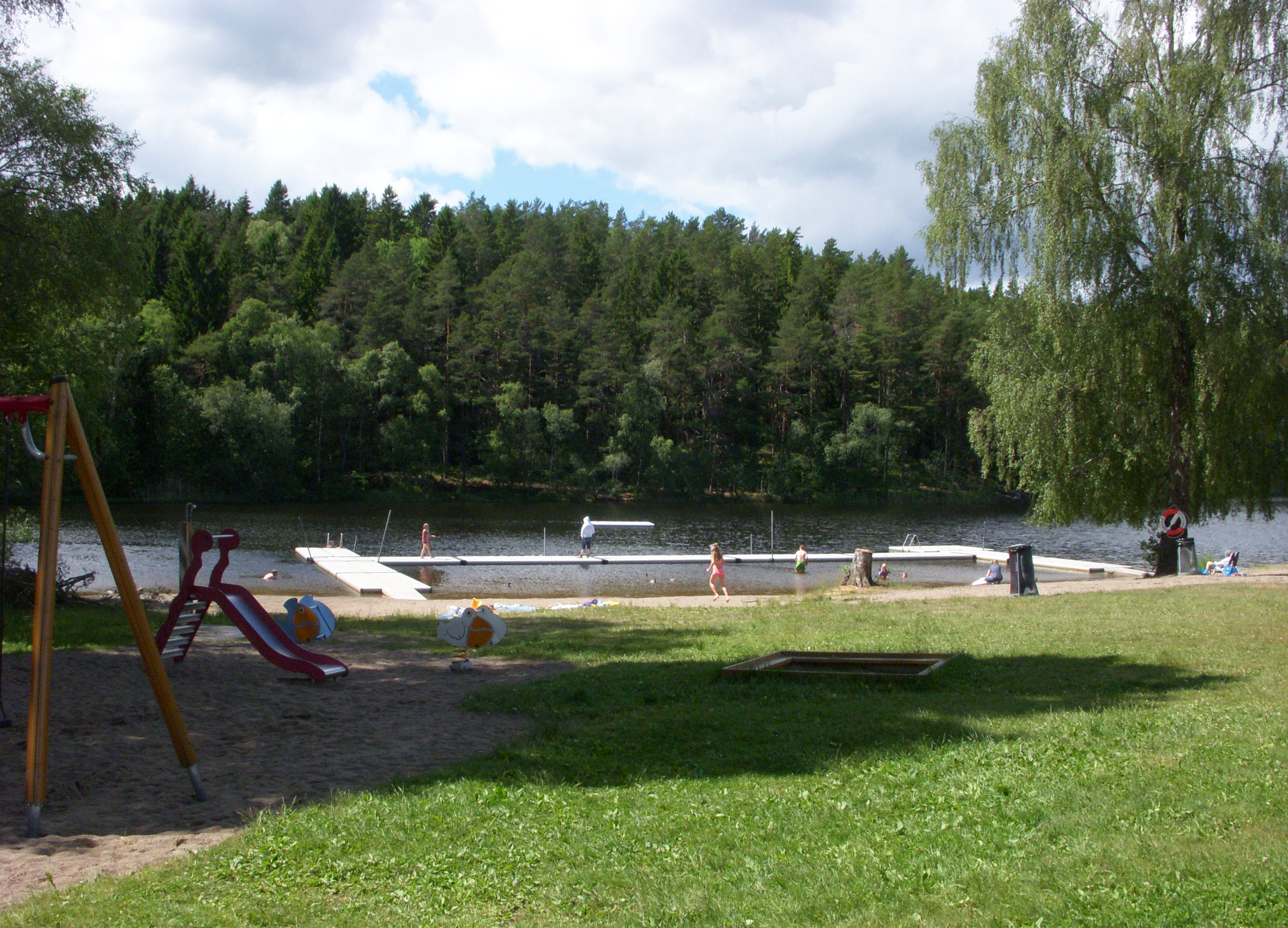
Brosjöbadet i juni 2014.

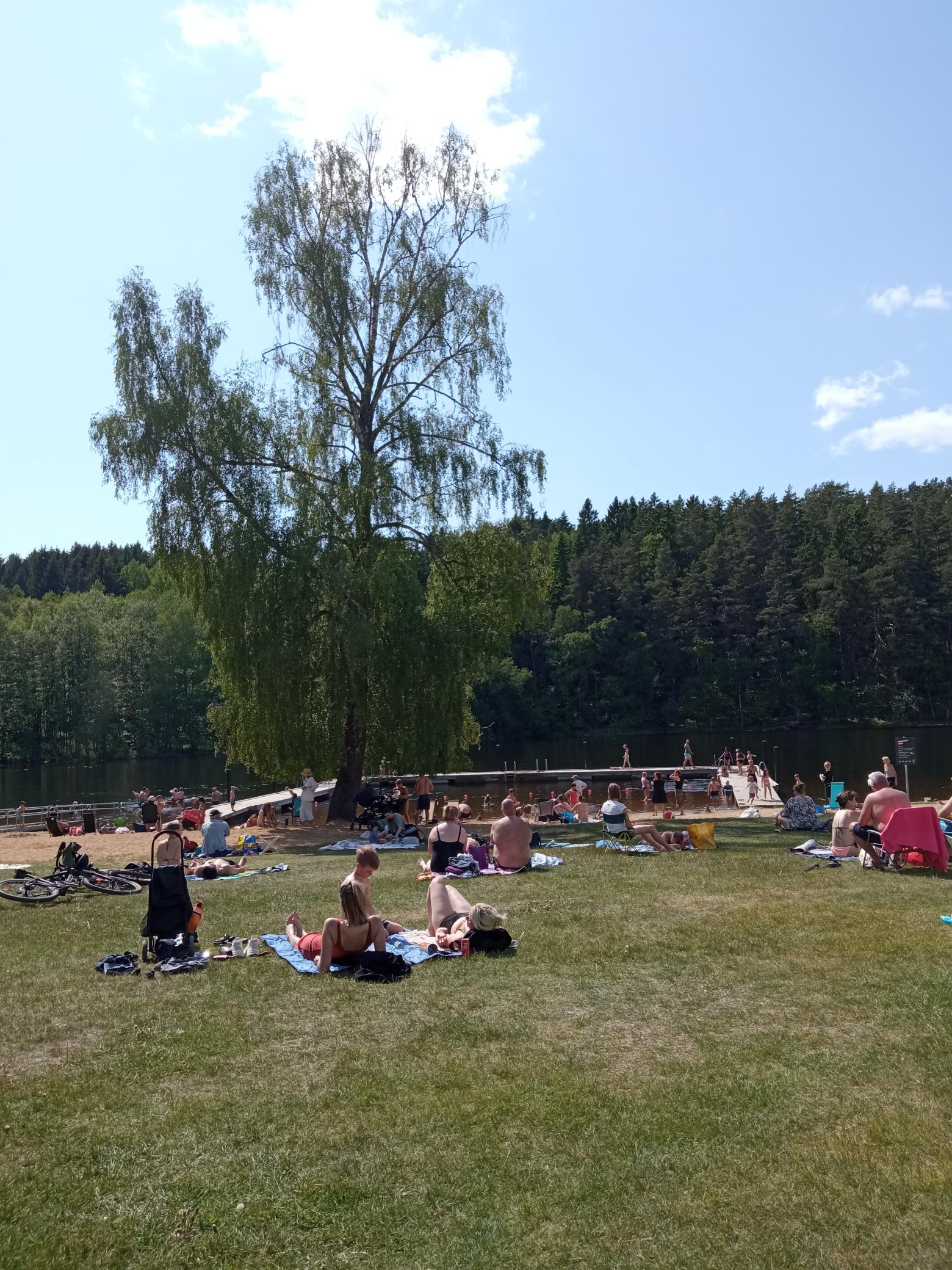
Brotorpsbadet juni 2023

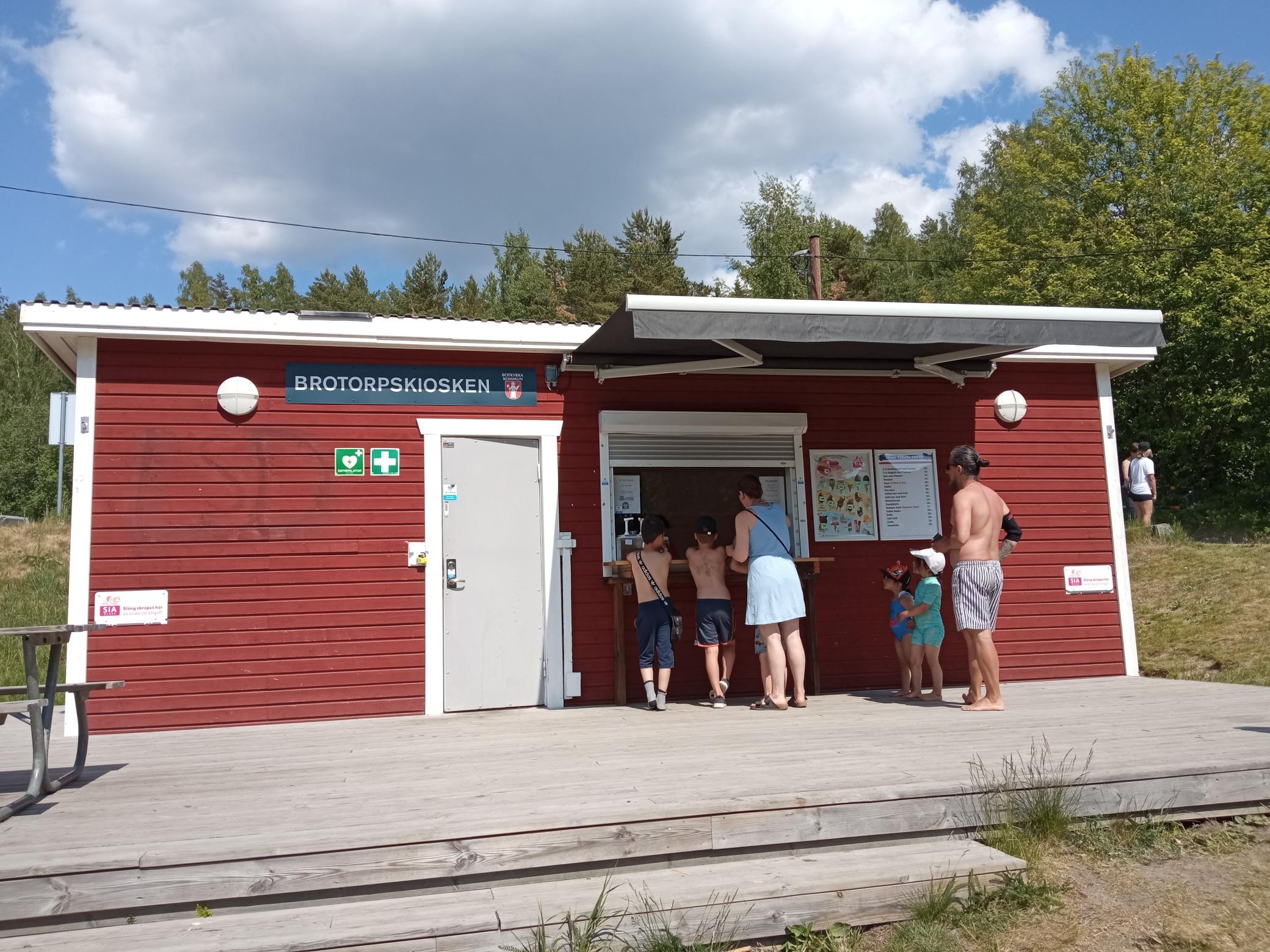
Kiosken vid brotorpsbadet juni 2023

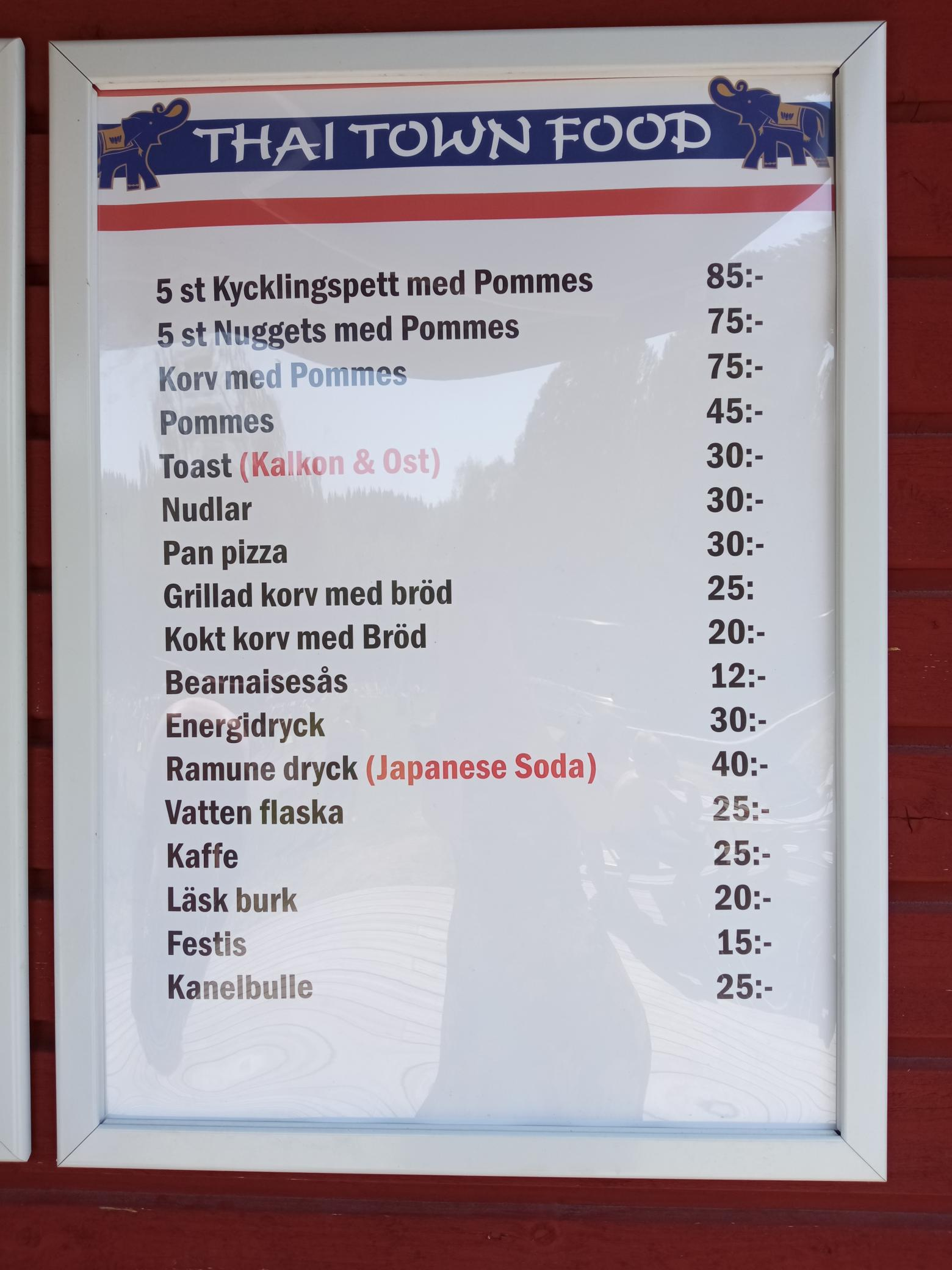
Meny, det säljs även glass

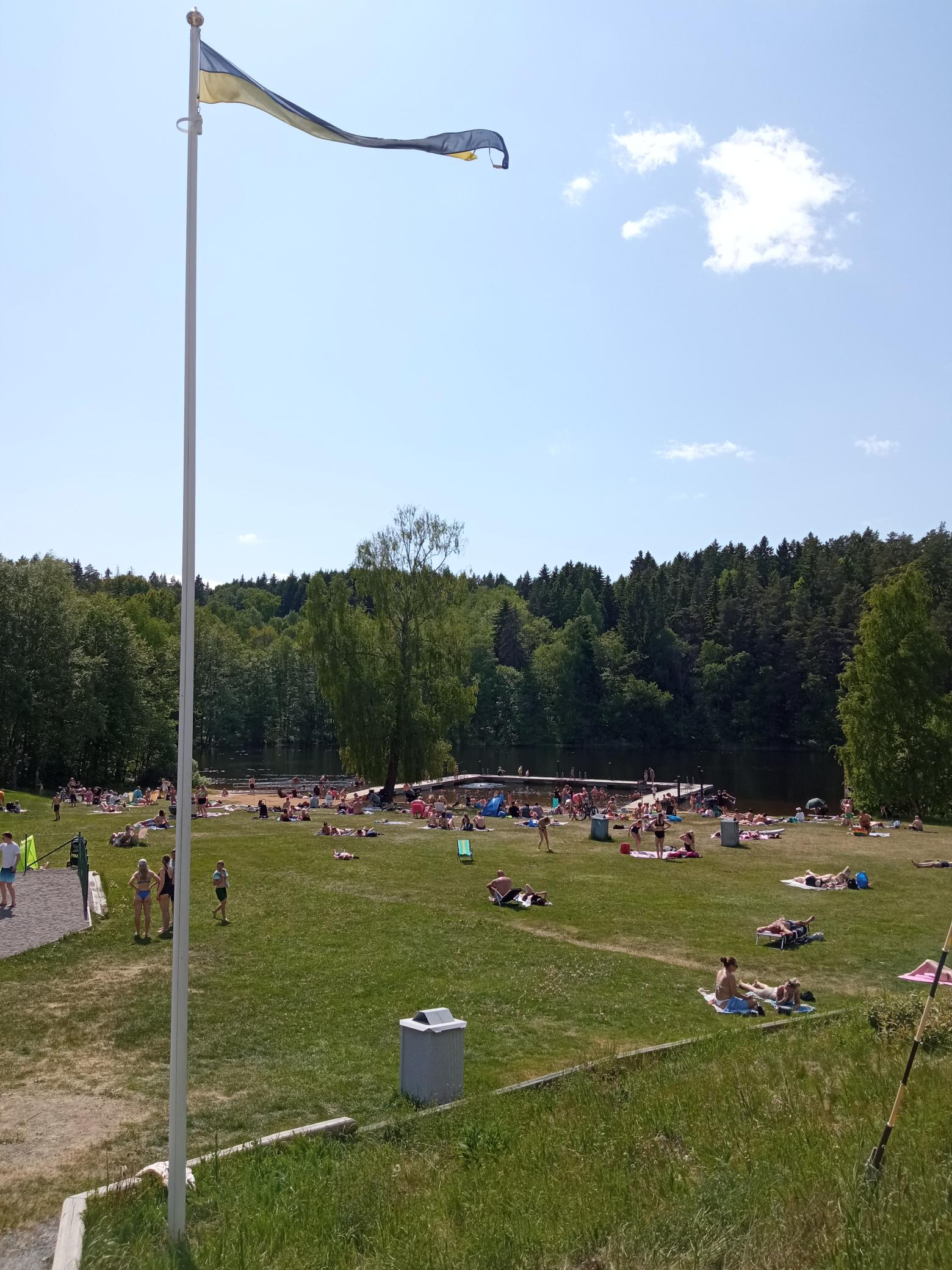
Stranden 20203

Brosjöbadet eller Brotorpsbadet är ett kommunalt strandbad vid  Brosjön i Botkyrka kommun.
Brosjöbadet ligger vid sydöstra stranden av Brosjön, som ingår i Vinterskogens naturreservat. Badet har en cirka 60 meter lång sandstrand och flera badbryggor som är tillgänglighetsanpassade  för personer med funktionsnedsättning. I anslutning finns en stor gräsplan att sola på. Till badet hör kiosk, dusch, toalett, lekplats och grillplats. Badet nyinvigdes efter en upprustning den 21 juni 2010.
Bilparkeringen är gemensam för naturreservatet. Om man följer Dalvägen (länsväg 226) från Tumba mot Vårsta, visar skylten ”Naturreservat” in till höger på en liten grusväg som leder till parkeringen vid Brosjöbadet. Härifrån utgår även flera vandringsleder, bland annat Sörmlandsleden.
Alternativnamnet Brotorpsbadet härrör från grenadjärstorpet Brotorp som tidigare låg vid badplatsen. Torpet byggdes omkring 1680, och stod kvar fram till början av 1990-talet då det totalförstördes vid en anlagd brand. Det var en prototyp till tvåhundra soldattorp som Karl XI ville låta bygga. Det hade ritats av arkitekten och fältmarskalken Erik Dahlbergh. Karl XI lär själv ha inspekterat torpet tillsammans med Dahlbergh år 1680.